# Chrysopeleja
Chrysopeleja (Χρυσοπέλεια) – nimfa arkadyjska. W jednej z przekazanych wersji mitu urodziła Arkasowi synów Elatosa i Afidasa.
Według podstawowej tradycji Arkas, król Arkadii poślubił córkę Amyklasa, Leanejrę i miał z nią dwóch synów. Istnieje też wersja, wedle której to nie Leanejra, lecz nimfa Chrysopeleja była matką Elatosa i Afidasa. Doszło do tego w następujących okolicznościach. Pewnego dnia podczas polowania Arkas zobaczył jak wezbrany potok o mało co nie porwał rosnącego na jego brzegu dębu. Mieszkająca w nim nimfa poprosiła go o ratunek. Arkas wzniósł groblę, przez co odwrócił bieg wody i uratował drzewo. Wdzięczna nimfa oddała mu się i urodziła mu dwóch synów Elatosa i Afidasa.